# Golden Globe de la meilleure actrice dans un second rôle dans une mini-série, une anthologie ou un téléfilm
Le Golden Globe de la meilleure actrice dans un second rôle dans une mini-série, une anthologie ou un téléfilm (Golden Globe Award for Best Supporting Actress in a Limited Series/Anthology or Motion Picture Made for Television) est une récompense télévisuelle décernée depuis 2023 par la Hollywood Foreign Press Association
Elle remplace le Golden Globe de la meilleure actrice dans un second rôle dans une série, une mini-série ou un téléfilm qui est désormais remplacé par deux nouvelles catégories :
- Golden Globe de la meilleure actrice dans un second rôle dans une série musicale, comique ou dramatique (Golden Globe Award for Best Supporting Actress in a Television Series/Musical-Comedy or Drama)
- Golden Globe de la meilleure actrice dans un second rôle dans une mini-série, une anthologie ou un téléfilm (Golden Globe Award for Best Supporting Actress in a Limited Series/Anthology or Motion Picture Made for Television)

## Palmarès
Note : le symbole « ♕ » rappelle le gagnant de l'année précédente (si nomination).

### Années 2020
- 2023 : Jennifer Coolidge pour le rôle de Tanya McQuoid-Hunt dans The White Lotus
  - Claire Danes pour le rôle de Rachel Flieshman dans Fleishman Is in Trouble
  - Daisy Edgar-Jones pour le rôle de Brenda Lafferty dans Sur ordre de Dieu
  - Niecy Nash pour le rôle de Glenda Cleveland dans Monstre
  - Aubrey Plaza pour le rôle de Harper Spiller dans The White Lotus